# Dominicaanse mango
De Dominicaanse mango (Anthracothorax dominicus) is een vogel uit de familie Trochilidae (kolibries). De lang als ondersoort beschouwde puerto-ricomango (A. aurulentus) die voorkomt op de Maagdeneilanden en Puerto Rico is afgesplitst.

## Verspreiding en leefgebied
Deze soort komt voor op Hispaniola en nabijgelegen eilanden.